# Heinrich Stroh
Georg Heinrich Stroh (* 30. Dezember 1854; † 26. Januar 1944 in Heilbronn) war ein deutscher Architekt, der vor allem in Heilbronn tätig war. Dort baute er neben Wohnhäusern auch Industriebauten. Einige seiner erhalten gebliebenen Bauten stehen unter Denkmalschutz, viele überstanden jedoch den Zweiten Weltkrieg nicht.
Heinrich Stroh heiratete Eugenie Klaiber. Die 1895 in Heilbronn geborene Tochter Else Luise wurde später als Künstlerin unter dem Namen Els Daniel-Stroh bekannt.
Heinrich Stroh gehörte der Demokratischen Volkspartei an und saß als deren Mitglied von 1897 bis 1903 und erneut von 1909 bis 1913 im Heilbronner Gemeinderat.

## Werk
1890 wurde das Baugesuch für das Wohnhaus des Oberinspektors Karl Freundschuh in der Lerchenstraße 35 in Heilbronn nach Plänen Strohs eingereicht.
1896 plante Heinrich Stroh für den Gärtner Gustav Scheuermann ein Wohnhaus samt Gärtnerei in der Orthstraße 3 in Heilbronn. Das Haus ist nicht erhalten.
Im selben Jahr plante er das Wohn- und Geschäftshaus Kaiserstraße 40 / Kiliansplatz 1 für die Kaufleute Adolph Grünwald und Ernst Pfleiderer. Das in der Planungsphase wegen der Fassadengestaltung umstrittene Gebäude fiel den Luftangriffen im Zweiten Weltkrieg zum Opfer. Die Nachbarhäuser Kaiserstraße 42 und 44 plante er 1897.
Aus dem Jahr 1898 stammten Strohs Pläne für das Wohnhaus Bismarckstraße 13 in Heilbronn für den Druckereibesitzer Alfred Scholz.
Um die Jahrhundertwende entwarf Stroh das Wohnhaus für Theodor Haakh in der Bergstraße 30. Das Gebäude ist erhalten geblieben und dient mittlerweile als städtischer Kindergarten.

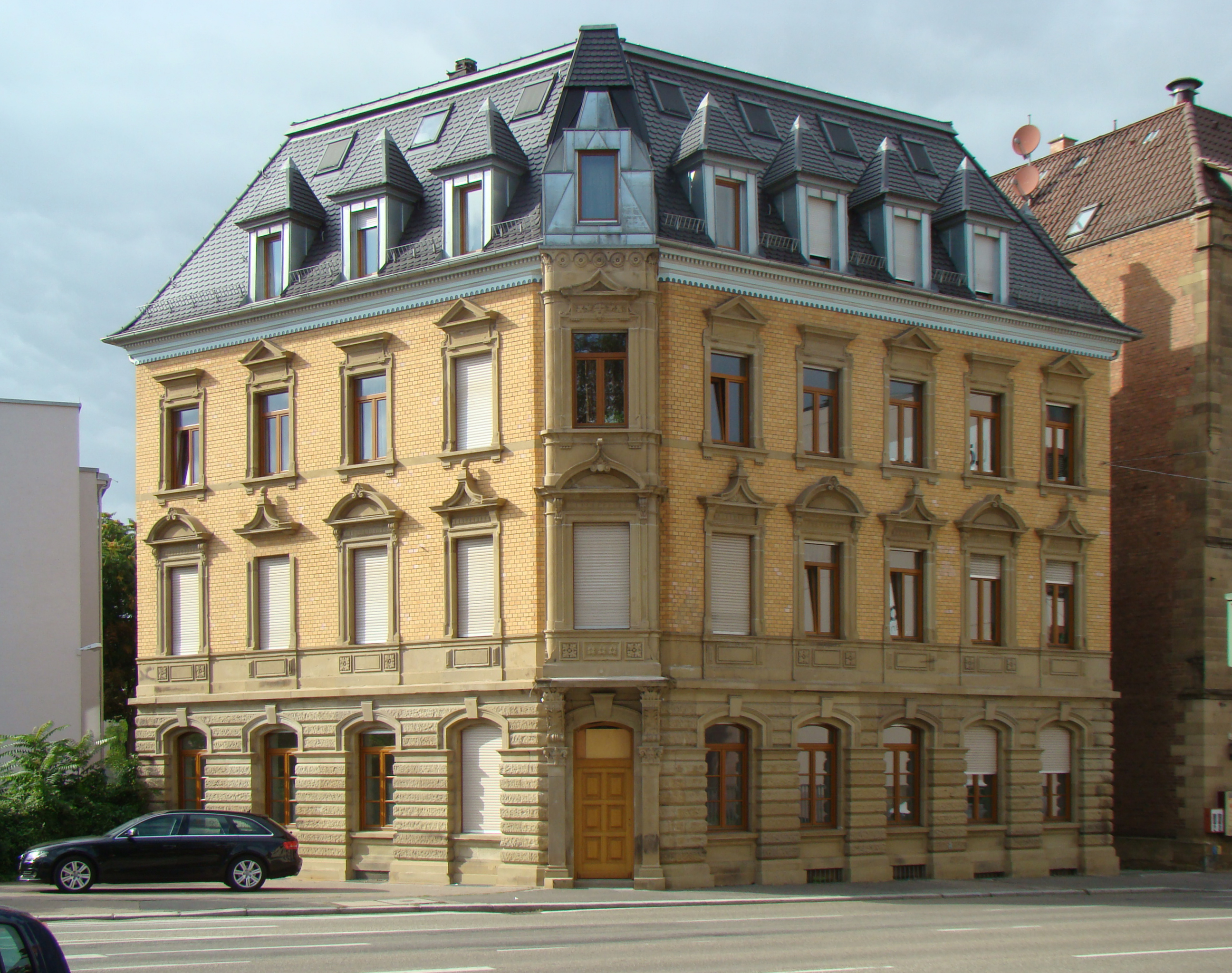
Der Europäische Hof

1898/1899 wurde in der Wilhelmstraße 68 der Europäische Hof gebaut. Das ehemalige Gasthaus ist erhalten geblieben und steht mittlerweile unter Denkmalschutz.
1899 entwarf Heinrich Stroh ein Landhaus für den Arzt Dr. Gustav Wild in der Haller Straße 7. Es wurde nach dem Krieg stark verändert wieder aufgebaut.

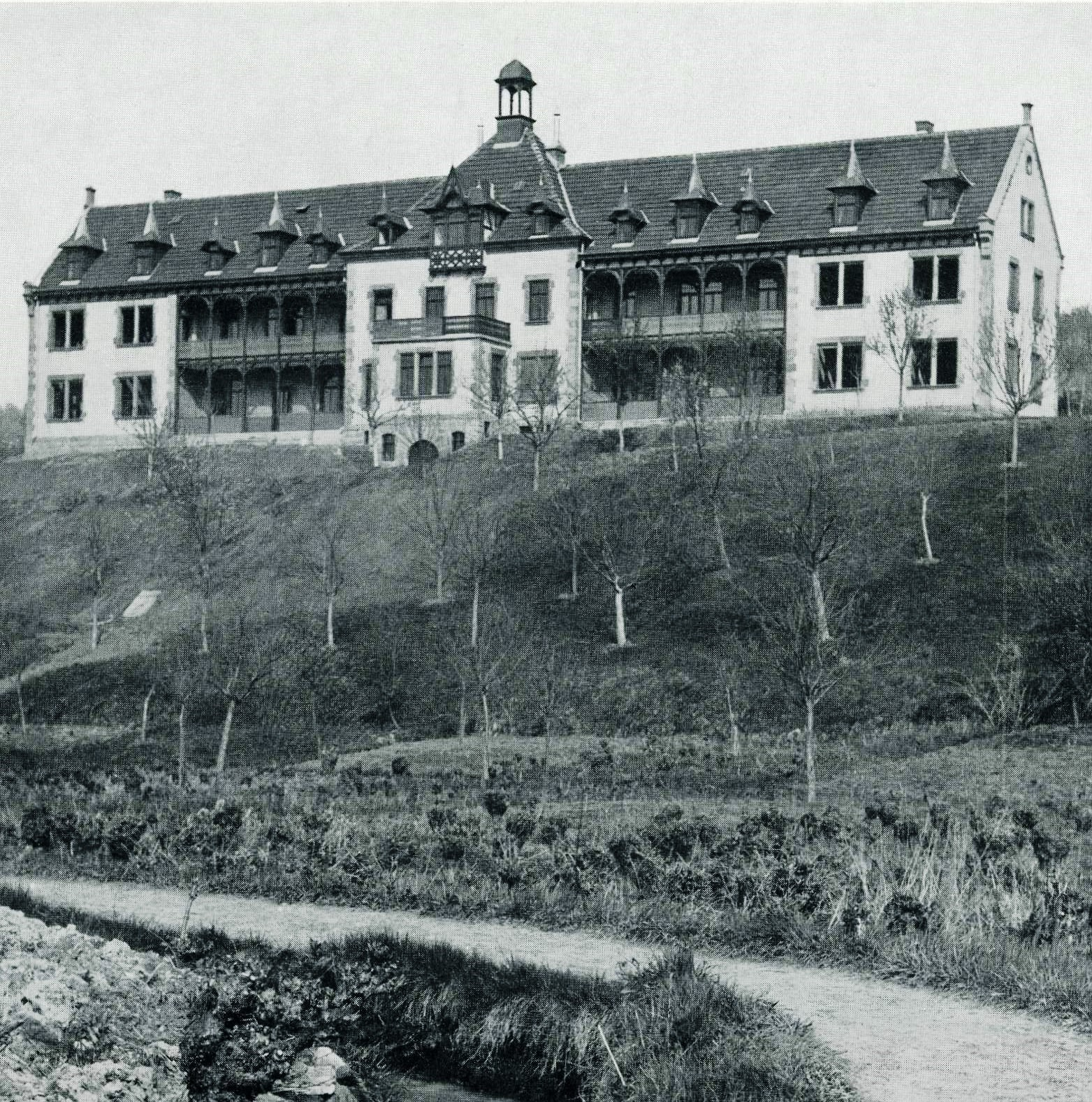
Das Erholungshaus, um 1900

Aus demselben Jahr stammt das mittlerweile denkmalgeschützte Haus in der Arndtstraße 1. Kommerzienrat Louis Link hatte testamentarisch die Stiftung eines Erholungshauses verfügt, in dem Kranke und Schwache zum Selbstkostenpreis eine Rehabilitationsphase durchlaufen sollten. Ab 1922 war das im Landhausstil errichtete Gebäude ein städtisches Altersheim.
Etwa ab 1900 wurde der Umbau des Hauses Kaiserstraße 52 an der Ecke zur Klostergasse für den neuen Eigentümer Heinrich Grünwald nach Plänen Strohs vorangetrieben. Die Arbeiten waren umstritten, da sie nach Ansicht einiger Bürger einem Neubau des Hauses gleichkamen.
Nicht erhalten geblieben ist das Wohn- und Geschäftshaus des Bäckers August Pflaumer in der Sülmerstraße 107, das Stroh 1902 plante. Max Rosengart unterstützte Pflaumer, als es zu Einsprüchen der Nachbarschaft gegen die Pläne kam.
Die Mietshäuser Olgastraße 50 und 54, die 1902/1903 nach Plänen Strohs errichtet wurden, sind mittlerweile denkmalgeschützt. In der Denkmaltopographie zum Stadtkreis Heilbronn wird die kunsthandwerklich anspruchsvolle Bearbeitung der Fassaden hervorgehoben. Die Bauplastik der Giebel ist noch als historistisch einzuschätzen, während die Dekoration der Fensterachsen und auch der Giebel fortschrittlichere Tendenzen zeigen, da der historistische Formenapparat hier reduziert worden ist.
1905/1906 erweiterte die Seifenfabrik Heilbronner & Cie. in der Salzstraße 60 ihre Anlagen; die Pläne stammten von Heinrich Stroh.
Aus dem Jahr 1910 stammt das Baugesuch für die Zigarrenfabrik Kahn samt einem Wohnhaus. Letzteres wurde nicht ausgeführt. Die Fabrik wurde nach Plänen von Heinrich Stroh am Kaiser-Friedrich-Platz 9 errichtet.
Das Kontor- und Verwaltungsgebäude in der Happelstraße 17, das Gustav Lichdi in Auftrag gab, wurde 1922 errichtet und in den 1930er Jahren umgebaut. Dieses Bauwerk steht noch.
1925 plante er den Einbau eines rituellen jüdischen Bades im Haus Bismarckstraße 3/1. Das Gebäude wurde im Zweiten Weltkrieg zerstört.